# Kány
Kány ist eine ungarische Gemeinde im Kreis Encs im Komitat Borsod-Abaúj-Zemplén.

## Geografische Lage
Kány liegt in Nordungarn, 49 Kilometer nordöstlich des Komitatssitzes Miskolc, 22 Kilometer nordwestlich der Kreisstadt Encs, zwei Kilometer südlich der Grenze zur Slowakei, an dem Bach Kányi-patak. Jenseits der Grenze befindet sich die slowakische Gemeinde Rešica. Nachbargemeinden sind Perecse und Büttös.

## Sehenswürdigkeiten
- Griechisch-katholische Kirche Istenszülő elszenderülése, erbaut 1797 im spätbarocken Stil, der Turm wurde 1807 hinzugefügt

## Verkehr
Kány ist nur über die Nebenstraße Nr. 26127 zu erreichen. Es besteht eine Busverbindung nach Büttös. Der nächstgelegene Bahnhof befindet sich südöstlich in Forró-Encs. 